# San Juan United

San Juan United FC es un club de fútbol de la Segunda división la Liga Nacional de Fútbol de Puerto Rico está localizado en San Juan, Puerto Rico

## Temporada 2008
El club terminó 3-1-3.

## Liga Nacional 2009
El club debutó perdiendo 4-0 ante Club Deportivo Gallitos. Terminando la temporada en último lugar y fallando la postemporada.